# Ангофора
Ангофора (лат. Angophora) — род из 16 видов деревьев или больших кустарников, входит в семейство Миртовые (Myrtaceae), произрастающих в восточной части Австралии.
Название рода происходит от греческого phora — несёт, phoreus — «носильщик», pherein — нести и angos — коробка, фляга или сосуд, и указывает на внешний вид семенной коробки.

## Ботаническое описание

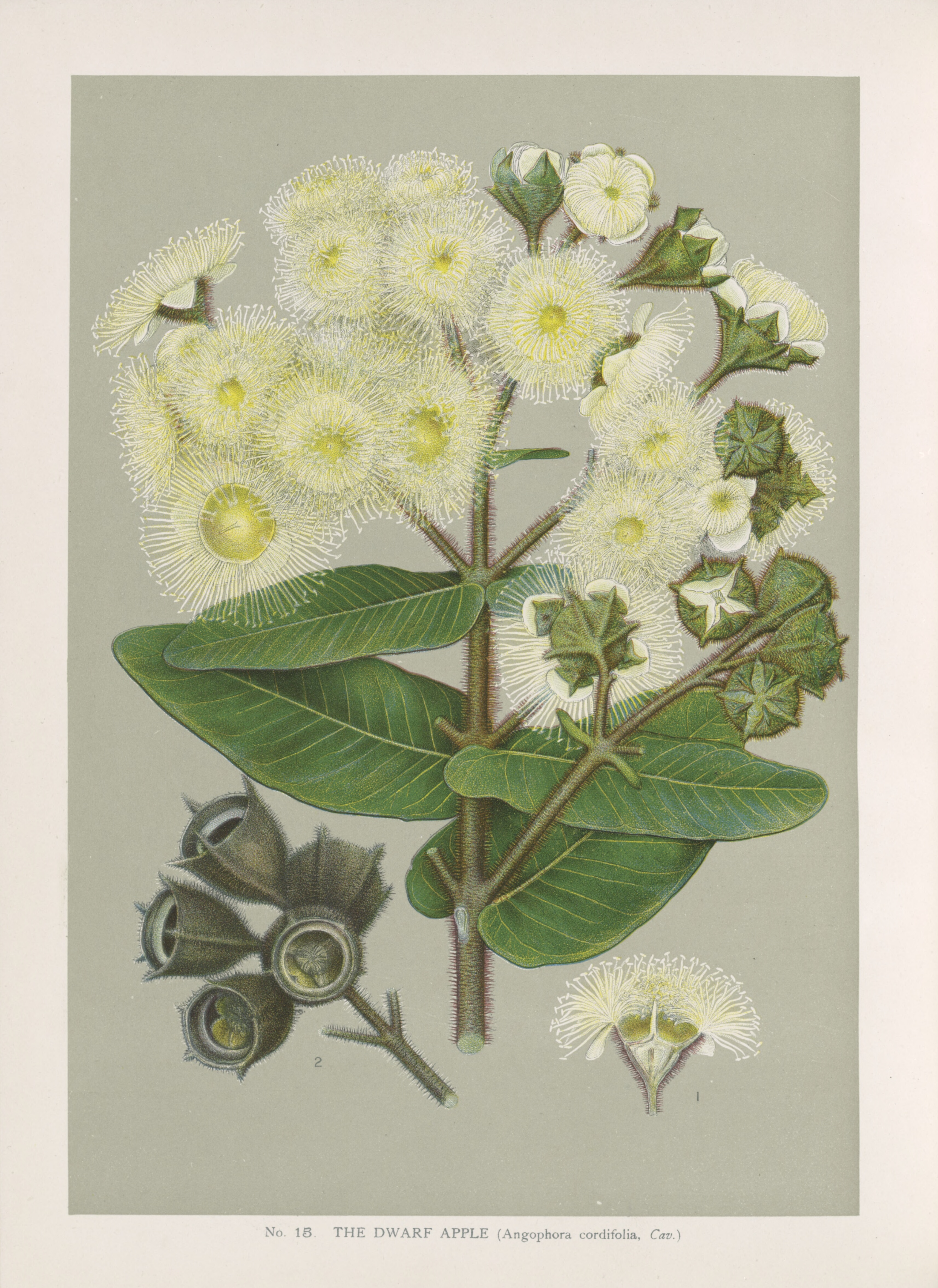
Angophora hispida. Ботаническая иллюстрация Edward Minchin, из книги, "The Flowering Plants and Ferns of New South Wales - Part 4", 1896 год.

По высоте виды изменяются от густых кустарников, Angophora hispida — Карликовое Яблоко, до деревьев высотой до 30 метров. Кора грубая, чешуйчатая.
Листья ланцетные, супротивные, тёмно-зелёные.
Кремово-белые цветы собраны в большие соцветия.

## Таксономическая классификация
Недавние исследования указывают, что род Ангофора очень близок к родам Corymbia и, особенно, к Eucalyptus — Эвкалипт. Различие в том, что Ангофора имеет супротивное, а не очерёдное расположение листьев, и семенную коробочку с острыми гранями.
|  |                                                                              |                      |                      |                      |                                                                |                      |                      |                      |                                                                               |                      |                      |  | |  |  |  |
|  | отдел Цветковые, или Покрытосеменные (классификация согласно Системе APG II) |                      |                      |                      |                                                                |                      |                      |                      |                                                                               |                      |                      |  | |  |  |  |
|  |                                                                              |                      |                      |                      |                                                                |                      |                      |                      |                                                                               |                      |                      |  | |  |  |  |
|  | порядок Миртоцветные                                                         | порядок Миртоцветные | порядок Миртоцветные | порядок Миртоцветные | порядок Миртоцветные                                           | порядок Миртоцветные | порядок Миртоцветные | порядок Миртоцветные | порядок Миртоцветные                                                          | порядок Миртоцветные | порядок Миртоцветные |  | ещё 44 порядка цветковых растений, из которых к миртоцветным наиболее близки Гераниецветные, Кизилоцветные, Кроссосомоцветные и Верескоцветные |  |  |  |
|  |                                                                              |                      |                      |                      |                                                                |                      |                      |                      |                                                                               |                      |                      |  | ещё 44 порядка цветковых растений, из которых к миртоцветным наиболее близки Гераниецветные, Кизилоцветные, Кроссосомоцветные и Верескоцветные |  |  |  |
|  | семейство Миртовые                                                           | семейство Миртовые   | семейство Миртовые   | семейство Миртовые   | семейство Миртовые                                             | семейство Миртовые   | семейство Миртовые   |                      | ещё 13 семейств, в том числе Комбретовые, Дербенниковые, Кипрейные и Пенеевые |                      |                      |  | ещё 44 порядка цветковых растений, из которых к миртоцветным наиболее близки Гераниецветные, Кизилоцветные, Кроссосомоцветные и Верескоцветные |  |  |  |
|  |                                                                              |                      |                      |                      |                                                                |                      |                      |                      | ещё 13 семейств, в том числе Комбретовые, Дербенниковые, Кипрейные и Пенеевые |                      |                      |  | ещё 44 порядка цветковых растений, из которых к миртоцветным наиболее близки Гераниецветные, Кизилоцветные, Кроссосомоцветные и Верескоцветные |  |  |  |
|  | род Ангофора                                                                 | род Ангофора         | род Ангофора         |                      | ещё более 130 родов, в том числе Эвкалипт, Чайное дерево, Мирт |                      |                      |                      | ещё 13 семейств, в том числе Комбретовые, Дербенниковые, Кипрейные и Пенеевые |                      |                      |  | ещё 44 порядка цветковых растений, из которых к миртоцветным наиболее близки Гераниецветные, Кизилоцветные, Кроссосомоцветные и Верескоцветные |  |  |  |
|  |                                                                              |                      |                      |                      | ещё более 130 родов, в том числе Эвкалипт, Чайное дерево, Мирт |                      |                      |                      | ещё 13 семейств, в том числе Комбретовые, Дербенниковые, Кипрейные и Пенеевые |                      |                      |  | ещё 44 порядка цветковых растений, из которых к миртоцветным наиболее близки Гераниецветные, Кизилоцветные, Кроссосомоцветные и Верескоцветные |  |  |  |
|  | 10 видов                                                                     |                      |                      |                      | ещё более 130 родов, в том числе Эвкалипт, Чайное дерево, Мирт |                      |                      |                      | ещё 13 семейств, в том числе Комбретовые, Дербенниковые, Кипрейные и Пенеевые |                      |                      |  | ещё 44 порядка цветковых растений, из которых к миртоцветным наиболее близки Гераниецветные, Кизилоцветные, Кроссосомоцветные и Верескоцветные |  |  |  |
|  |                                                                              |                      |                      |                      | ещё более 130 родов, в том числе Эвкалипт, Чайное дерево, Мирт |                      |                      |                      | ещё 13 семейств, в том числе Комбретовые, Дербенниковые, Кипрейные и Пенеевые |                      |                      |  | ещё 44 порядка цветковых растений, из которых к миртоцветным наиболее близки Гераниецветные, Кизилоцветные, Кроссосомоцветные и Верескоцветные |  |  |  |
|  |                                                                              |                      |                      |                      |                                                                |                      |                      |                      | ещё 13 семейств, в том числе Комбретовые, Дербенниковые, Кипрейные и Пенеевые |                      |                      |  | ещё 44 порядка цветковых растений, из которых к миртоцветным наиболее близки Гераниецветные, Кизилоцветные, Кроссосомоцветные и Верескоцветные |  |  |  |
|  |                                                                              |                      |                      |                      |                                                                |                      |                      |                      |                                                                               |                      |                      |  | ещё 44 порядка цветковых растений, из которых к миртоцветным наиболее близки Гераниецветные, Кизилоцветные, Кроссосомоцветные и Верескоцветные |  |  |  |
|  |                                                                              |                      |                      |                      |                                                                |                      |                      |                      |                                                                               |                      |                      |  | |  |  |  |
|  |                                                                              |                      |                      |                      |                                                                |                      |                      |                      |                                                                               |                      |                      |  | |  |  |  |

## Виды
По информации базы данных The Plant List, род включает 16 видов:
- Angophora bakeri C.C.Hall
- Angophora × clelandii Maiden
- Angophora costata (Gaertn.) Hochr. ex Britten
- Angophora crassifolia (G.J.Leach) L.A.S.Johnson & K.D.Hill
- Angophora × dichromophloia Blakely
- Angophora euryphylla (L.A.S.Johnson ex G.J.Leach) L.A.S.Johnson & K.D.Hill
- Angophora exul K.D.Hill
- Angophora floribunda (Sm.) Sweet
- Angophora hispida (Sm.) Blaxell
- Angophora inopina K.D.Hill
- Angophora leiocarpa (L.A.S.Johnson ex G.J.Leach) K.R.Thiele & Ladiges
- Angophora melanoxylon F.Muell. ex R.T.Baker
- Angophora paludosa (G.J.Leach) K.R.Thiele & Ladiges
- Angophora robur L.A.S.Johnson & K.D.Hill
- Angophora subvelutina F.Muell.
- Angophora woodsiana F.M.Bailey

|                   |  |  |
| Angophora costata |  |  |